# الشطوط
قرية الشطوط هي إحدى القرى التابعة لمركز بيلا في محافظة كفر الشيخ في جمهورية مصر العربية. حسب إحصاءات سنة 2006، بلغ إجمالي السكان في الشطوط 10199 نسمة، منهم 5055 رجل و5144 امرأة.